# Hadena niveifera
Hadena niveifera är en fjärilsart som beskrevs av George Francis Hampson 1906. Hadena niveifera ingår i släktet Hadena och familjen nattflyn. Inga underarter finns listade i Catalogue of Life.